# Grande Coulée

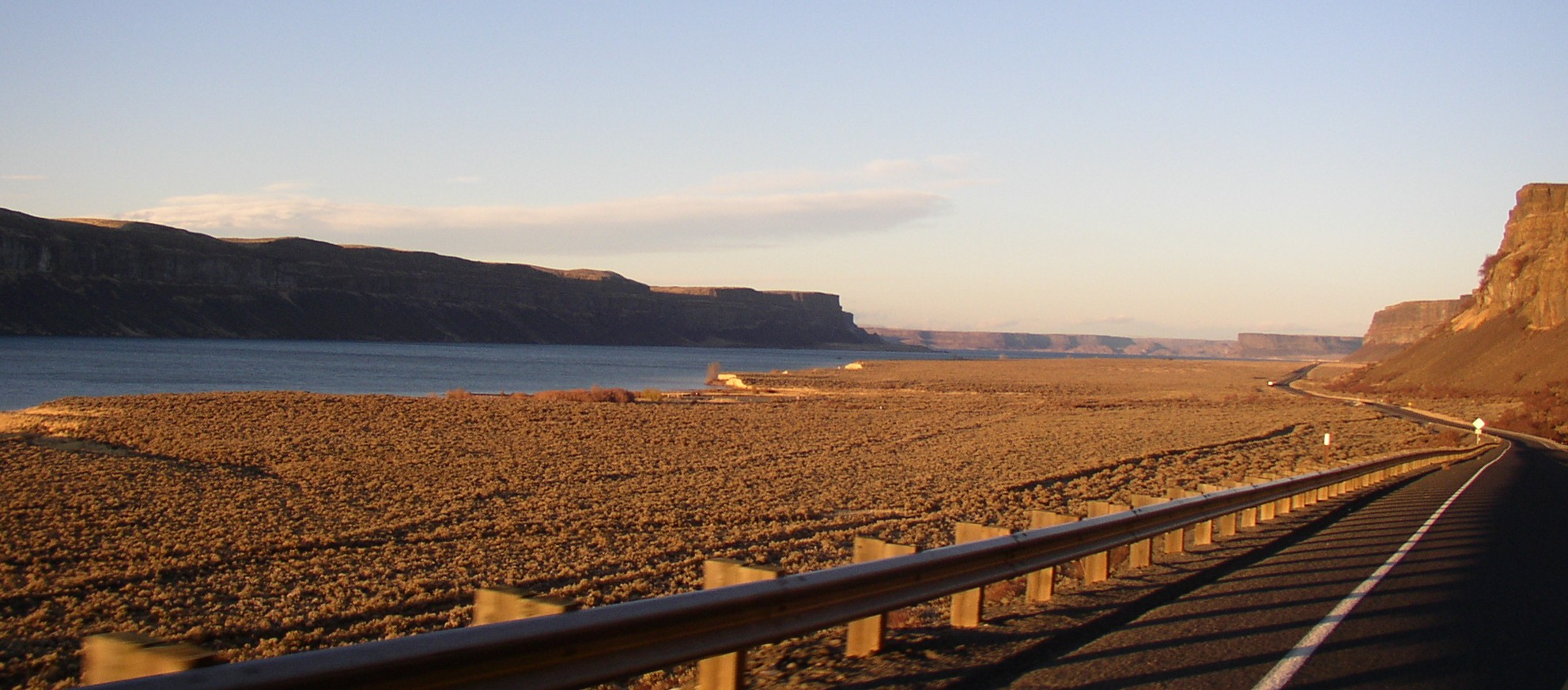
Vista norte do Grande Coulee.

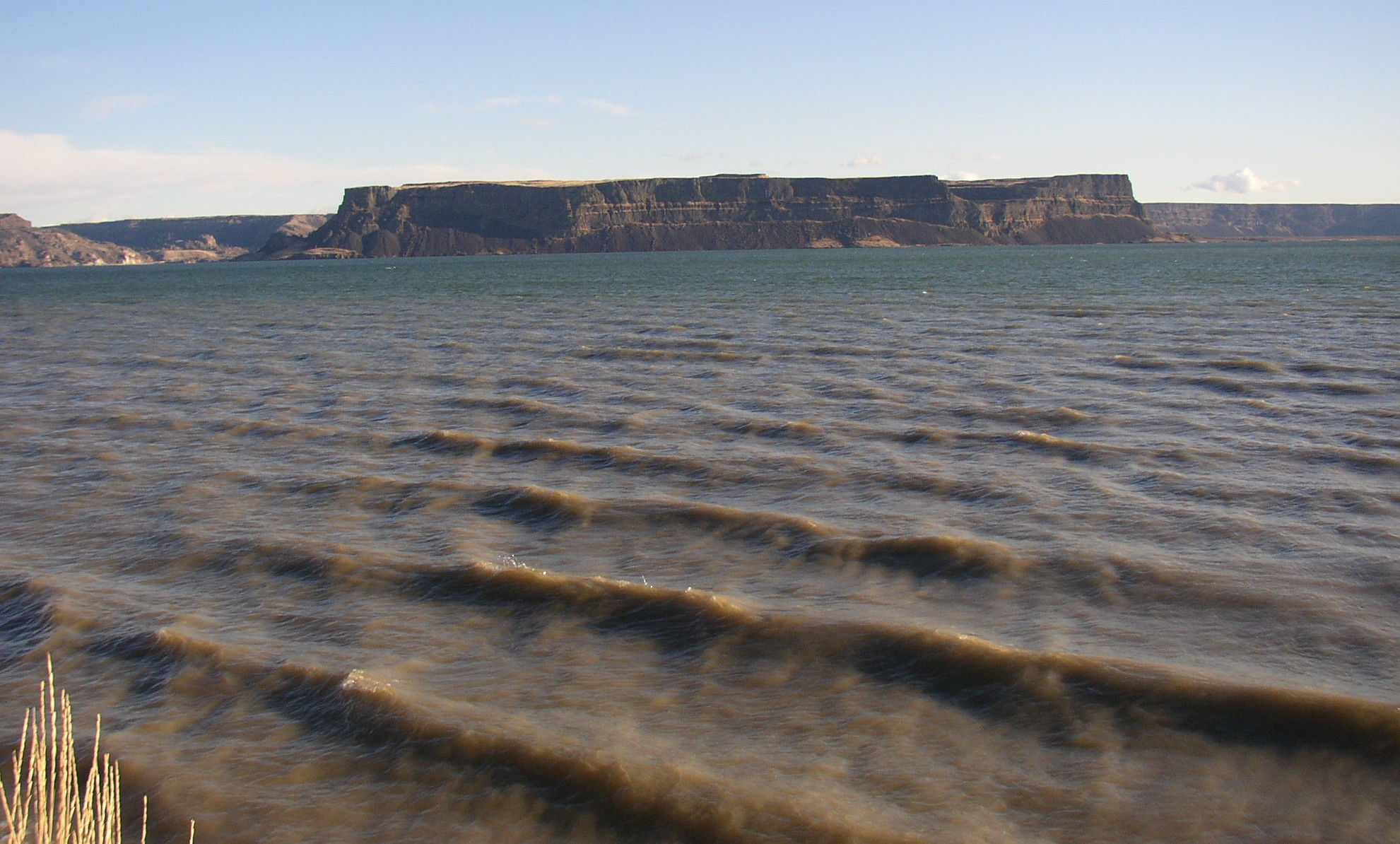
Steamboat Rock no Grande Coulee.

O Grande Coulee é um antigo leito de rio no estado de Washington. Ele estende-se por cerca de sessenta milhas a sudoeste da Represa Grand Coulee terminando no lago Soap.

## História geológica
O Grande Coulee faz parte do planalto do rio Columbia.  Esta área tem um leito de rocha granítica, formado nas profundezas da crosta terrestre há cerca de 40 a 60 milhões de anos atrás. As terras periodicamente elevaram-se e sedimentaram ao longo de milhões de anos dando origem a algumas pequenas montanhas e, eventualmente, um mar interior.
Aproximadamente 10 a 15 milhões de anos atrás erupções vulcânicas das Montanhas das Cascatas começaram a encher o mar interior com lava.  Em alguns lugares o basalto vulcânico tem 6000 pés (2 km) de espessura. Em outras áreas o granito das primeiras montanhas ainda está exposto.